# 板鬼
板鬼（日语：いたおに）是出現在《今昔物語集》中的妖怪。
這個名稱是出自妖怪漫畫家水木茂的著作，在原書中記載的是板之鬼（板の鬼，いたのおに）。
在《今昔物語集》的時代，「鬼」這個字是用來總稱妖怪的，相当于所谓鬼怪。因此「板鬼」之名指的也就是「板中的妖怪」，和頭上長有兩隻角的鬼沒有關係。

## 故事
在某年夏天，有兩名年輕武士擔任了夜間的警備工作。
在半夜時，其中一人不自覺地往屋樑上一看，赫然發現上面突出了一塊板子。正當兩人訝異地看著板子一邊想著究竟是誰做的時，板子突然伸長了約莫7、8尺向兩人飛去。
認定眼前是妖怪無誤的兩人馬上拔出了佩刀。但板子的目標卻不是兩人，而是自一旁格子門的縫隙潛了進去。屋子裏頭睡有5名武士，聽到裡面不斷傳來痛苦的呻吟聲，驚慌的年輕武士們連忙點起燈趕了過去，看見那些睡著的武士們像是被什麼東西壓爛般被壓死了。這時那塊奇怪的板子突然就消失了，也沒有逃到外面去的跡象。
聽聞這件事的人們，從板子避開了準備斬殺自己的年輕武士，卻襲擊了沒有持刀的熟睡武士這點認為，男子者無論何時都不能放開手中的刀，並引以為戒。。

## 備註
1. ↑  水木しげる. . 東京堂出版. 1981: 82頁. ISBN 978-4-490-10149-2.
2. 1 2  巌谷小波・巌谷栄二編.  巻一. 1935: 69–70頁.
3. ↑  村上健司編著. . 毎日新聞社. 2000: 37頁. ISBN 978-4-620-31428-0.